# جنبش زنده‌ماندن
جنبش زنده‌ماندن (به انگلیسی: Survivalism)، جنبشی تشکیل‌شده از افراد و گروه‌ها است که به‌طور فعال برای شرایط اضطراری، مانند اختلالات ممکن در نظم اجتماعی یا سیاسی، در مقیاس محلی تا بین‌المللی آماده می‌شوند. زنده‌ماندن همچنین شامل آماده‌سازی برای اضطرارهای شخصی همچون از دست دادن کار یا رهاماندن در حیات وحش یا شرایط نامساعد جوی، با تأکید بر اتکای به خود، ذخیره‌سازی نیازها، و فراگیری دانش و مهارت‌های زنده‌ماندن است. زنده‌ماندن بیشتر مهارت‌های دفاع شخصی را فرا می‌گیرند، خوراک و آب انبار می‌کنند، برای خودکفا شدن آماده می‌شوند، و ساختارهایی نظیر خلوتگاه‌های زنده ماندن یا سرپناه‌های زیرزمینی می‌سازند که به آنها کمک می‌کند از فاجعه جان سالم به در ببرند.

## پیشینه
پیشینه جنبش زنده‌ماندن به دوران جنگ سرد بازمی‌گردد که بر یافتن راه‌هایی عملی برای برخورد با فجایع فرهنگی و زیست‌محیطی احتمالی متمرکز بود. در آن هنگام یکی از نگرانی‌های اصلی در جهان، استفاده از جنگ‌افزار هسته‌ای بود. به نظر می‌آید کرت ساکسون واژه زنده‌ماندن را در دهه ۱۹۶۰ (میلادی) ابداع کرده باشد. او خواهان انقلاب مسلحانه بود و کتابچه‌های آموزشی برای ساخت اسلحه و مهمات منتشر می‌کرد. پیروان او بخش تندرو جنبش زنده‌ماندن را تشکیل می‌دهند.
در دو دهه پایانی سده ۲۰ (میلادی) دولت آمریکا تصمیم به سرکوب این جنبش گرفت. اما برخوردهای خشنی مانند واقعه ویکو به افزایش احساسات ضددولتی دامن زدند.
امروزه بیشتر پیروان جنبش زنده‌ماندن، آشکارا موضعی تدافعی دارند و تلاش می‌کنند از سیاست‌ورزی سال‌های نخست خود فاصله بگیرند. برای همین، آنان، تنها، برای کارهای عملی و نه مباحث عقیدتی کنش می‌کنند.